# Unterdierdorf
Unterdierdorf ist eine Ortschaft in der Gemeinde Wipperfürth im Oberbergischen Kreis im Regierungsbezirk Köln in Nordrhein-Westfalen (Deutschland).

## Lage und Beschreibung
Der Ort liegt im Süden der Stadt Wipperfürth in einem Seitental des Dierdorfer Siefens. Nachbarorte sind Fähnrichstüttem, Agathaberg, Oberdierdorf und Neeskotten.
Der Ort gehört zum Gemeindewahlbezirk 142 und damit zum Ortsteil Dohrgaul.

## Geschichte
Um 1451 wird der Ort erstmals unter der Bezeichnung „Dyrdorp“ urkundlich erwähnt und zwar „Heydenvico in der Dyrdorp gehört zu den Zeugen bei der Huldigung der Bürgerschaft auf dem Wipperfürther Marktplatz“. Die Karte Topographia Ducatus Montani aus dem Jahre 1715 zeigt zwei voneinander getrennte Siedlungsbereiche mit der einheitlichen Bezeichnung „Dierdorf“. Im Bereich von Unterdierdorf zeigt die Karte drei Höfe, auf dem Bereich von Oberdierdorf einen einzelnen als Freyhof markierten Hof. Ab der topografischen Karte Preußische Uraufnahme von 1840 wird der heute gebräuchliche Ortsname Unterdierdorf verwendet. 
Dierdorf war Titularort der gleichnamigen Honschaft Dierdorf.

## Busverbindungen
Über die Haltestellen Oberdierdorf und Neeskotten der Linie 333 (VRS/OVAG) ist Unterdierdorf an den öffentlichen Personennahverkehr angebunden.

## Wanderwege
Der vom SGV ausgeschilderte Rundwanderweg A1 führt durch den Ort.